# Leontia
Leontia (zm. po 610) – cesarzowa bizantyńska, żona Fokasa. 

## Życiorys
Leontia była żoną Fokasa. Nie wiadomo kiedy odbył się jej ślub. Pewne jest, iż mieli jedna córkę Domencję nazwaną tak na cześć matki Fokasa. Jej los po upadku władzy męża nie jest znany. 